# 2014 XY40
2014 XY40 est un cubewano d'un diamètre estimé à 450 km, ce qui le qualifie comme un candidat au statut de planète naine.